# Partia Demokratyczna (Cypr)
Partia Demokratyczna, DIKO (gr. Δημοκρατικό Κόμμα, Dimokratiko Koma) – centrowa partia polityczna na Cyprze o profilu konserwatywnym i nacjonalistycznym. Została założona w 1976 roku przez Spyrosa Kyprianou. Liderem partii jest Marios Karoyian. Na arenie międzynarodowej jest członkiem Sojuszu Postępowego skupiającego głównie partie i organizacje o profilu socjaldemokratycznym.
Obecnie Partia Demokratyczna jest trzecią siłą w kraju. W ostatnich wyborach parlamentarnych zdobyła 14,49% głosów, co dało jej 9 mandatów w Izbie Reprezentantów. W ostatnich wyborach do Parlamentu Europejskiego uzyskała 10,83% głosów i zdobyła jeden mandat.

## Liderzy DIKO
- 1976-2000 Spyros Kyprianou
- 2000-2006 Tassos Papadopoulos
- 2006-nadal Marios Karoyian

## Wyniki wyborów parlamentarnych
Partia Demokratyczna od chwili swojego powstania bierze udział w każdych wyborach do Izby Reprezentantów. W obecnej kadencji w Izbie Reprezentantów zasiada 11 przedstawicieli Partii Demokratycznej.
| Wybory | Procent głosów | Liczba mandatów | +/− |
| ------ | -------------- | --------------- | --- |
| 1976   | 43,75%         | 21              |     |
| 1981   | 19,50%         | 8               | -13 |
| 1985   | 27,65%         | 16              | +8  |
| 1991   | 19,55%         | 11              | -5  |
| 1996   | 16,43%         | 10              | -1  |
| 2001   | 14,80%         | 9               | -1  |
| 2006   | 17,90%         | 11              | +2  |
| 2011   | 15,76%         | 9               | -2  |
| 2016   | 14,49%         | 9               | ±0  |

## Wyniki wyborów do Parlamentu Europejskiego
Partia Demokratyczna brała udział w pierwszych wyborach do Parlamentu Europejskiego, w których zajęła trzecie miejsce z wynikiem 17,09%. DIKO uzyskała jeden mandat do Parlamentu Europejskiego (zdobył go Marios Matsakis). Również w 2009 roku partia zdobyła jeden mandat, który przypadł Antigoni Papadopoulou.
| Wybory | Procent głosów | Liczba mandatów | +/− |
| ------ | -------------- | --------------- | --- |
| 2004   | 17,09%         | 1               |     |
| 2009   | 12,28%         | 1               | ±0  |
| 2014   | 10,83%         | 1               | ±0  |
| 2019   | 13,80%         | 1               | ±0  |